# Marian Bełc
Marian Bełc (Paplin, 27 gennaio 1914 – aeroporto di Babdown Farm, 26 agosto 1942) è stato un militare e aviatore polacco, che fu un pilota da caccia durante il corso della seconda guerra mondiale e asso dell'aviazione con 7 vittorie ottenute in tre sortite di combattimento in Polonia, una dozzina circa in Francia, e 76 sortite di combattimento e 45 sortite operative in Gran Bretagna.  Insignito della Croce di Cavaliere dell'Ordine Virtuti militari n.9177.

## Biografia

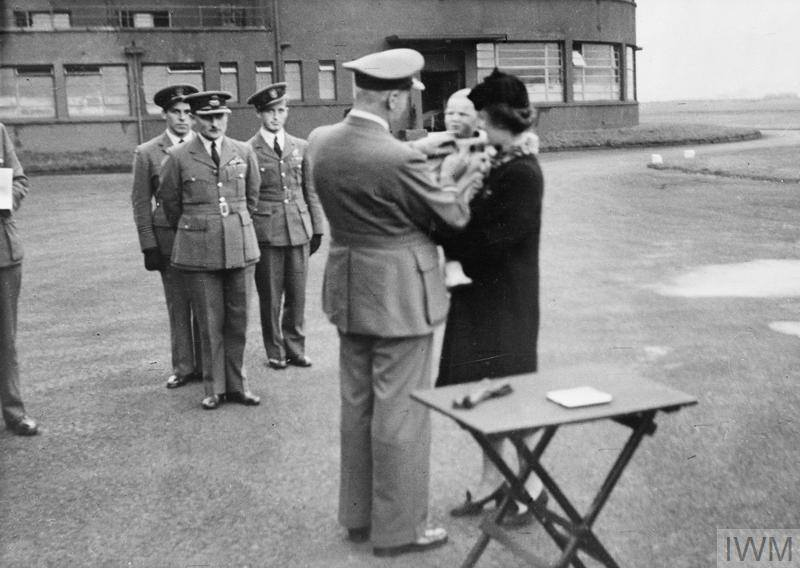
Il 21 settembre 1942 la vedova e il figlio ricevettero la Distinguished Air Service Cross.

Nacque a Paplin il 27 gennaio 1914, figlio di Jan e Antonina Trukawka che possedevano una fattoria di alcuni ettari. Frequentò sei classi della scuola elementare di Jeruzal, e superò l'esame di stato del settimo anno seguendo lezioni private.
Successivamente si preparò alla professione di macellaio, lavorando come apprendista presso una macelleria a Skierniewice poi frequentò la Scuola statale di artigianato e industria di Radom.  Frequentò poi un corso teorico nell'ambito della formazione dell'aviazione militare e poi completò il corso di pilotaggio (giugno-agosto 1934) presso l'aeroporto di Lublinek vicino a Łódź volando sugli Hanriot H-28. Già pilota civile addestrato, si arruolò volontario nell'esercito polacco.
Dal 2 novembre 1934 prestò servizio nel 4° Reggimento d'aviazione a Toruń. Entro la fine dell'anno aveva seguito l'addestramento come recluta e dall'inizio di gennaio a metà aprile 1935 fu studente presso la Scuola di manutenzione aeronautica. Subito fu inviato ad un corso basico di pilotaggio presso la Scuola Piloti di Radom dove volò sugli Hanriot H-19, Potez 25 e Bartel BM-4. Il corso terminò il 26 agosto 1935. Dopo il ritorno a Toruń, passò prima allo squadriglia di addestramento e poi, nel marzo 1936, al 41 Eskadry Liniowe equipaggiata con i Potez 25. All'inizio di maggio 1936 fu inviato alla scuola sottufficiali del reggimento, dalla quale uscì con il grado di caporale il 10 luglio 1936. Inizialmente ritornò nel 41 Eskadry Liniowe, ma dopo un mese (11 o 12 agosto) fu trasferito al corso di pilotaggio superiore presso la Scuola di tiro e bombardamento dell'aviazione a Grudziądz volando sui PWS-16, PWS-A, PWS-10 e PZL P.7. Completò il corso il 26 ottobre 1936 e il giorno successivo fu assegnato alla 143 Eskadra Myśliwska a Toruń dotata dei caccia PZL P.11. Nell'autunno del 1937 la 143 Eskadra Myśliwska fu sciolta e il suo personale andò a costituire il 5° Reggimento d'aviazione di Vilnius. La 151 e 152° Eskadra Myśliwska della divisione erano di stanza presso l'aeroporto di Porubanek vicino a Vilnius.  Assegnato alla 152 Eskadra Myśliwska vi prestò servizio fino allo scoppio della seconda guerra mondiale. Con l'inizio delle ostilità il reparto fu assegnato all'Armata "Modlin". Il 3 settembre, volando su un caccia PZL P.11c, abbatte un caccia bimotore Messerschmitt Bf 110, nella zona di Ciechanów. Il 13 settembre volò da Brześć a Bugiem, ma non effettuò più voli per mancanza di carburante e dopo il 15 settembre si unì al gruppo del capitano Antoni Wczelik. Il gruppo era composto da circa 30 piloti di caccia e avrebbe dovuto, secondo le ipotesi, recarsi in Romania per ricevere gli Hawker Hurricane britannici. Il 18 settembre 1939 attraversò il confine a Kuty Bełc. L'annunciato ritiro degli aerei non ebbe mai luogo e lui e i suoi compagni furono internati a Mihai Bravu. Il 29 settembre fu trasferito in un altro campo nella città di Campulung. Il 19 ottobre fuggì con diversi amici del 5° Reggimento dell'aviazione e, attraversando Bucarest (dove ricevette denaro e abiti civili presso l'ambasciata), raggiunse il Mar Nero. A Balcic si imbarcò a bordo della nave Patris  arrivando a Malta dove trasbordò sulla inglese Franconia arrivando a Marsiglia, Francia, il 19 settembre.
Insignito per due volte della Croce al valore in Francia prestò servizio nell'Armée de l'air polacca (Groupe de Chasse et de Défense I/55) sotto il comando del maggiore Zdzisław Krasnodębski, volando sui Morane-Saulnier MS.406. Tra gli altri membri che prestarono servizio con lui vi erano Jan Zumbach e Stanisław Karubin. Dopo fine della battaglia di Francia e la successiva firma dell'armistizio di Compègne, i piloti polacchi furono evacuati via mare da La Rochelle, sulla nave Alderpool, il 19 giugno 1940 arrivando a Plymouth, Gran Bretagna, il 22 dello stesso mese.
Il 2 agosto 1940 tutti i piloti di Krasnodębski, insieme al loro comandante, facevano parte della composizione basica del No.303 Polish Fighter Squadron Tadeusz Kościuszko allora in formazione sulla base RAF Northolt. Egli ricevette il numero di matricola RAF P-1901.
L'8 agosto si schiantò in fase di atterraggio con il suo caccia Hawker Hurricane a causa di una perdita di coscienza dovuta alla rottura di un'ulcera al naso. Durante il suo servizio nel reparto, prese parte alla battaglia d'Inghilterra, dove abbatté un totale di 5 aerei. La sua prima vittoria avvenne il 18 settembre, quando prese parte all'abbattimento in gruppo di bombardiere Dornier Do 215, e gli venne accreditato 1/8 della vittoria. Il 26 settembre, volando su un Hurricane Mk.I (RF-U V6673) abbatte un caccia Messerschmitt Bf 109, e in quello stesso giorno fu costretto ad effettuare un atterraggio forzato su un Hurricane danneggiato. Il 30 settembre si separò dalla formazione e salvò il pilota P/O Lewis B.R. Way del No.229 Squadron RAF, che si era lanciato con il paracadute ed era stato minacciato dagli attacchi dei tedeschi. Il 7 ottobre 1940, volando sull'Hurricane Mk.I (RF-O L2099), abbatte un altro Bf 109.
Il 27 ottobre 1940, al ritorno da un volo di pattugliamento, il suo aereo si schiantò durante la fase di avvicinamento all'atterraggio. Nel crepuscolo incombente, atterrò troppo forte e danneggiò il carrello del suo caccia. Fu mandato alla Scuola per cadetti in tempo di guerra e, dopo essersi diplomato, fu nominato sottotenente il 21 maggio 1941. La sua ultima, settima vittoria aerea fu ottenuta il 24 ottobre 1941, quando volando su un Supermarine Spitfire Mk.VB (RF-S AB824) abbatte un Bf 109. Dal 21 gennaio al 17 febbraio 1942 fu ricoverato all'ospedale di Cosford per curare un eczema del viso e delle mani. 
Nel 1942, dopo aver completato un tour di voli di combattimento, fu trasferito alla No.58 Operational Training Unit sulla RAF Grangemouth, in Scozia. si trovava all'aeroporto di Babdown Farm, 4,7 km a ovest di Tetbury, Gloucestershire, al No. 3 Instructors Course il 27 agosto 1942, quando gli fu assegnato il compito di volare in coppia con un altro istruttore, il tenente di volo 27 agosto 1942 si imbarcò come passeggero sul Miles Master Mk.III (n. W8664), pilotato dal F/Lt. Maurice H. Holder, che doveva effettuare un volo di addestramento. Il velivolo si schiantò al suolo a causa di una manovra di avvicinamento alla pista eseguita in modo errato da Holder. Entrambi i piloti morirono sul colpo. Marian Bełc fu sepolto nel cimitero di Northwood a Londra, tomba n. 267, lotto H.
Il 15 aprile 1941 si era sposato con la signorina Audrey Stephenson, di Bucksburg, Aberdeenshire, Scozia. Il 27 ottobre 1941 nacque il loro figlio Marian Edward. Il 21 settembre 1942, dopo la sua morte, la vedova e il figlio ricevettero la Distinguished Air Service Cross.

### Annotazioni
1. ↑  La coppia aveva altri quattro figli, Henryk, Klara, Janina e Maria.
2. ↑  Secondo alcune fonti abbatté l'aereo pilotato dal fratello del famoso Werner Mölders, Victor Mölders dello Jagdgeschwader 51. Richard King attribuisce l'abbattimento di Victor Mölders a Marian Pisarek.

### Fonti
1. ↑  Traces of War.
2. 1 2 3 4 5 6 7 8 9 10 11 12 13 14 15 16 17 18 19 20 21 22 23 24  Polish Air Force.
3. ↑  (PL) "Lista Bajana", su polishairforce.pl.
4. 1 2 3  All Spitfire Pilots.
5. 1 2 3 4 5 6 7 8 9 10  Battle of Britain.
6. ↑  Pawlak 1991, p. 135.
7. ↑  Cumft, Kujaw 1999, p. 25.
8. ↑  Śliżewski 2010, p. 71.
9. ↑  Gretzyngier, Matusiak, Zieliński 2012, p. 21.
10. ↑  Zieliński 2003, p. 10.
11. ↑  Krzystek, Krzystek 2012, p. 88.
12. ↑  Sojda, Śliżewski, Hodyra 2016, p. 143.
13. ↑  King 2014, p. 51.
14. ↑  Sojda, Śliżewski, Hodyra 2016, p. 397.
15. ↑  Zieliński 2003, p. 12.
16. ↑  King 2014, p. 255.
17. ↑  Zieliński, Matusiak, Gretzyngier 2012, p. 21.
18. ↑  Sojda, Śliżewski, Hodyra 2016, p. 476.
19. 1 2  King 2014, p. 334.
20. ↑  Zieliński 2005, p. 16.
21. ↑  Gretzyngier, Matusiak, Zieliński 2012, p. 22.
22. ↑  Zieliński 1994, p. 47.
23. ↑  King 2014, p. 384.